# Руслан і Людмила (фільм, 1972)
«Руслан і Людмила» (рос. «Руслан и Людмила») — російський радянський двосерійний фільм Олександра Птушка, знятий в 1972 році на кіностудії «Мосфільм» за мотивами однойменної поеми Олександра Сергійовича Пушкіна. Це останній фільм Олексанра Птушка, який створив велику кількість кіноказок. На думку кінокритиків, «Руслан і Людмила» є вершиною творчості режисера.
Цей фільм включає масштабні батальні сцени і використовує велику кількість оригінальних декорацій і костюмів. У ньому використовувалися трюки каскадерів і новаторські прийоми комбінованих зйомок: літаючий карлик Чорномор і голова велетня-богатиря, що говорить. Дана екранізація є рімейком попередньої, яка була знята режисерами Іваном Нікітченком і Віктором Невежіним на тій же кіностудії у 1938 р. на чорно-білу плівку та відрізнялася більш короткою тривалістю (49 хвилин).

## Сюжет
Головним героєм фільму є богатир Руслан, який відправляється на пошуки викраденої нареченої Людмили. По дорозі його чекають небезпечні пригоди. Йому доведеться битися з чаклуном Чорномором, чаклункою Наїною і врятувати свою кохану.

## У ролях
- Валерій Козинець — Руслан, головний герой фільму (озвучує Фелікс Яворський)
- Наталя Петрова —  Людмила, його кохана  (озвучує Ніна Гуляєва)
- Володимир Федоров —  Чорномор, головний антагоніст фільму  (озвучує Валерій Носик)
- Марія Капніст — Наїна (в титрах як «Марія Капніст-Сірко»)
- Наталія Хреннікова — юна Наїна (1 серія)
- Андрій Абрикосов — князь Володимир
- Ігор Ясулович — Фінн
- В'ячеслав Невинний — Фарлаф
- Олег Мокшанцев — Рогдай (1 серія)
- Руслан Ахметов — Ратмір
- Сергій Мартінсон — візантійський посол
- Никандр Миколаїв — 1-й іноземний посол
- Микола Кутузов — 2-й іноземний посол
- Шавкат Газієв — син іноземного посла
- Віктор Шульгін — голова
- Еве Ківі — рибалка, кохана Ратмира (2 серія; в титрах як «Еве Ківі-Антсон»)
- Олексій Криченков — блазень
- Олег Хабаля — ватажок печенігів, печенежский хан
- Юрій Кірєєв — російський воєначальник

### У епізодах
- Бороздіна — перша рабиня в замку Чорномора (1 серія)
- Яків Бєлєнький — хозарський хан, батько Ратмира (1 серія)
- Е. Васильєва — Кадин Фарлафа
- Зоя Василькова — мамушка
- Е. Єжова — друга рабиня в замку Чорномора (1 серія)
- Людмила Карауш — 3-тя невільниця в замку Чорномора (1 серія)
- Валерій Носик — гонець
- Дмитро Орловський — Баян, гусляр (1 серія)
- Олександра Панова — мати Рогдая (1 серія)
- Георгій Светлані — чарівник на весільному бенкеті (зі свічками) (1 серія)
- Валентина Шарикіна — головна діва в замку 12 дів
- Микола Кузнецов
- Надія Самсонова
- Катерина Мазурова — мара (2 серія)
- Георгіос Совчіс —  1-й радник печенізького хана  (в титрах помилково значиться як « Т. Совчіс», так як його дружина Тамара Совчі в фільмі не знімалася)
- Сергій Юртайкин — 2-й радник печенізького хана
- Інга Будкевич — перша мамка
- Вікторія Чаєва — друга мамка
- Олексій Зотов

## Відмінності від поеми
Фільм слідує пушкінському сюжету не в точності:
- Найпомітніша розбіжність — образ знаменитих садів Чорномора. У фільмі вони зображені як холодне, неживе і бездушне мінерально-кристалічне підземелля, яке охороняють скуті ланцюгами титани з античних міфів. У поемі ж це був чарівний оазис ("  прекрасніше садів Арміда[7] та тих, якими володів цар Соломон иль князь Тавриди") серед безкраїх снігових рівнин, в якому панувала вічна весна і були зібрані субтропічні рослини зі всього світу: пальми, троянди, апельсинові дерева і так далі.
- У Пушкіна поєдинки Руслана з нечистю (русалками і лісовиками) на підступах до палацу Чорномора лише згадані. У фільмі це досить докладні сцени, показані саме як спроби Чорномора і Наїни перешкодити Руслану.
- У поемі Руслан після бою з Чорномором сам знаходить Людмилу, тоді як у фільмі йому допомагає один з титанів — за те, що Людмила пошкодувала цього титана і допомогла йому втамувати спрагу.
- У поемі кохана Ратмира була пастушкою, а у фільмі — рибалкою.

## Видання на відео
У 1990 році в СРСР фільм випущений на VHS кінооб'єднання « Крупний план».

## Нагороди
- 1976 — Міжнародний кінофестиваль дитячих і юнацьких фільмів в Салерно (Італія) — спеціальна премія журі